# Kölner Progressive
Die Kölner Progressive (auch „Gruppe progressiver Künstler“) war eine Künstlergruppe um die Maler Franz Wilhelm Seiwert, Heinrich Hoerle und den Fotografen August Sander, die Anfang der 1920er Jahre gegründet wurde. Gemeinsames Konzept war es, die Menschen und Sozialstrukturen ihrer Zeit im Bild zu dokumentieren.
Zum engeren Umfeld gehörten ferner der Maler Gottfried Brockmann, der Maler und spätere Architekt Peter Abelen, der Grafiker Gerd Arntz, die Bildhauer Otto Freundlich und Hans Schmitz, die Schriftsteller Ludwig Mathar, Dettmar Heinrich Sarnetzki und Otto Brües, außerdem der Herausgeber des „Ziegelbrenner“ Ret Marut (der spätere B.Traven), sowie die Architekten Hans Heinz Lüttgen und Wilhelm Riphahn. Sie hielten sich von 1919 bis 1921 im Junkerhaus in Simonskall im Rahmen des Experimentes Kalltalgemeinschaft auf. Später stieß der Bilder- und Glasmaler Ludwig Egidius Ronig hinzu, der 1932 mit Seiwert, Hoerle, Räderscheidt, Franz Joseph Esser und Davringhausen die ein Jahr später wiederaufgelöste avantgardistische Gruppe 32  gründete.